# Всероссийская федерация художественной гимнастики
Всероссийская федерация художественной гимнастики   — общероссийская общественная организация. Учреждена в 1991 году. С 2024 года — Федерация гимнастики России, в которую вошли Федерация спортивной гимнастики России, Федерация прыжков на батуте России, Федерация спортивной акробатики России, Всероссийская федерация спортивной аэробики и Всероссийская федерация художественной гимнастики.

## История и функции
Отдельная Всероссийская федерация художественной гимнастики (Российской Советской Федеративной Социалистической Республики) существовала и в СССР, но тогда она была лишь структурным отделением Федерации художественной гимнастики СССР, призванным работать над развитием и популяризацией художественной гимнастике в республике. Теперешняя «Всероссийская федерация художественной гимнастики» была основана в 1991 году учредительной конференцией (12 сентября 1991 г., город Иваново). 9 января следующего года общественная организация была зарегистрирована Министерством юстиции РСФСР.
В 2001 году на отчётно-выборной конференции организация была реструктурирована. Президентом выбрали помощника Президента Российской Федерации Сергея Ястржембского. Он оставался на этом посту два четырёхлетних срока, до декабря 2008 года, когда президентом избрали Ирину Александровну Винер. Теперь она совмещает обязанности президента Федерации с работой главного тренера сборной команды страны.
Организация аккредитована Минспорттуризма РФ и наделена статусом общероссийской спортивной федерации по виду спорта «художественная гимнастика» (приказ Минспорттуризма РФ от 27.02.2011 № 1681).
С 2024 года — Федерация гимнастики России, в которую вошли Федерация спортивной гимнастики России, Федерация прыжков на батуте России, Федерация спортивной акробатики России, Всероссийская федерация спортивной аэробики и Всероссийская федерация художественной гимнастики.

## Соревнования
Всероссийская федерация художественной гимнастики организует в России ряд соревнований, среди которых:
| Соревнование                                   | Периодичность |
| ---------------------------------------------- | ------------- |
| Чемпионат России по художественной гимнастике  | ежегодно      |
| Первенство России по художественной гимнастике | ежегодно      |

## Руководство
- Винер, Ирина Александровна (2008—2024) — президент
- Брыксин, Александр Юрьевич — вице-президент
- Гурьев, Андрей Андреевич — вице-президент
- Горбунова, Татьяна Игоревна — вице-президент
- Колесникова, Татьяна Иосифовна — вице-президент
- Царёва, Ирина Игоревна — исполнительный директор
- Першина, Надежда Викторовна — ответственный секретарь[5].